# Sé (distretto di San Paolo)
Sé è un distretto (distrito) della zona centrale della città di San Paolo in Brasile, situato nella subprefettura omonima. Insieme al distretto di República forma il centro storico della città. Deve il suo nome alla Cattedrale, detta Sede (in portoghese Sé).